# European Union Baroque Orchestra
La European Union Baroque Orchestra (EUBO) è un'orchestra specializzata nell'esecuzione di musica barocca, costituita da giovani musicisti provenienti dai paesi dell'Unione europea.

## Storia
L'ensemble, che ha sede in Gran Bretagna, è stato fondato per iniziativa e con il patrocinio finanziario dell'Unione Europea nel 1985, l'Anno europeo della musica, che celebrava i 300 anni dalla nascita di tre grandi  musicisti barocchi: Johann Sebastian Bach, Domenico Scarlatti e George Frideric Handel.
Ogni anno 100 giovani musicisti, diplomati nei Conservatori dell'Unione europea, partecipano a brevi corsi, seguiti da una audizione; al termine sono scelti i 25 che diventano membri dell'orchestra per sei mesi.
I giovani componenti dell'EUBO sono così introdotti alla carriera professionale, e molti tra loro sono entrati a far parte di prestigiose orchestre barocche europee, quali Les Arts Florissants, The English Concert, Musica Antiqua Köln, The King's Consort, Concerto Copenaghen, Brandenburg Consort, Academy of Ancient Music e Amsterdam Baroque Orchestra.
La direzione dell'orchestra è affidata ad alcuni tra i più eminenti specialisti della musica barocca, tra cui i clavicembalisti Lars Ulrik Mortensen (che dal 2004 ha anche il ruolo di Direttore artistico) e Ton Koopman, i violinisti Andrew Manze, Enrico Onofri, Chiara Banchini, Roy Goodman e Rachel Podger, l'arpista Christina Pluhar, il violoncellista Jaap ter Linden.
Il programma formativo prevede il perfezionamento degli studi, l'esecuzione di concerti in tournée internazionali e l'incisione di CD.

## Discografia
- 1990 - Georg Friedrich Händel, Tamerlano, dir. Roy Goodman (Radio France)
- 1991 - William Corbett, Bizzarrie Universali, dir. Roy Goodman (Channel Classics)
- 1991 - Pieter Hellendaal, 6 Concerti Grossi, dir. Roy Goodman (Channel Classics)
- 1992 - Birds, Beasts and Battles, dir. Monica Huggett (Channel Classics)
- 1999 - Johann Sebastian Bach, Markus Passion (Musica Oscura)
- 2002 - Georg Friedrich Händel, Apollo e Dafne, The Alchemist (Naxos)
- 2003 - The Spirit of History (The Gift of Music)
- 2004 - Music for a Great House (The Gift of Music)
- 2005 - Jean-Philippe Rameau, Ballet Suites, dir. Roy Goodman (Naxos)
- 2006 - Johann Sebastian Bach, Matthäus Passion, Johannes Passion, Markus Passion, Lukas Passion (Brilliant Classics)
- 2007 - Georg Friedrich Händel, Johann Sterkel e John Stanley, Suites & Solos (The Gift of Music)
- 2008 - Jean-Philippe Rameau, Johann Joseph Fux e Johann Sebastian Bach, Baroque Suites, dir. Lars Ulrik Mortensen (The Gift of Music)